# Boudler
Boudler (en luxemburguès: Buddeler; alemany: Budler) és una vila de la comuna de Biwer, situada al districte de Grevenmacher del cantó de Grevenmacher. Està a uns 20 km de distància de la ciutat de Luxemburg.